# Ba Thiệu

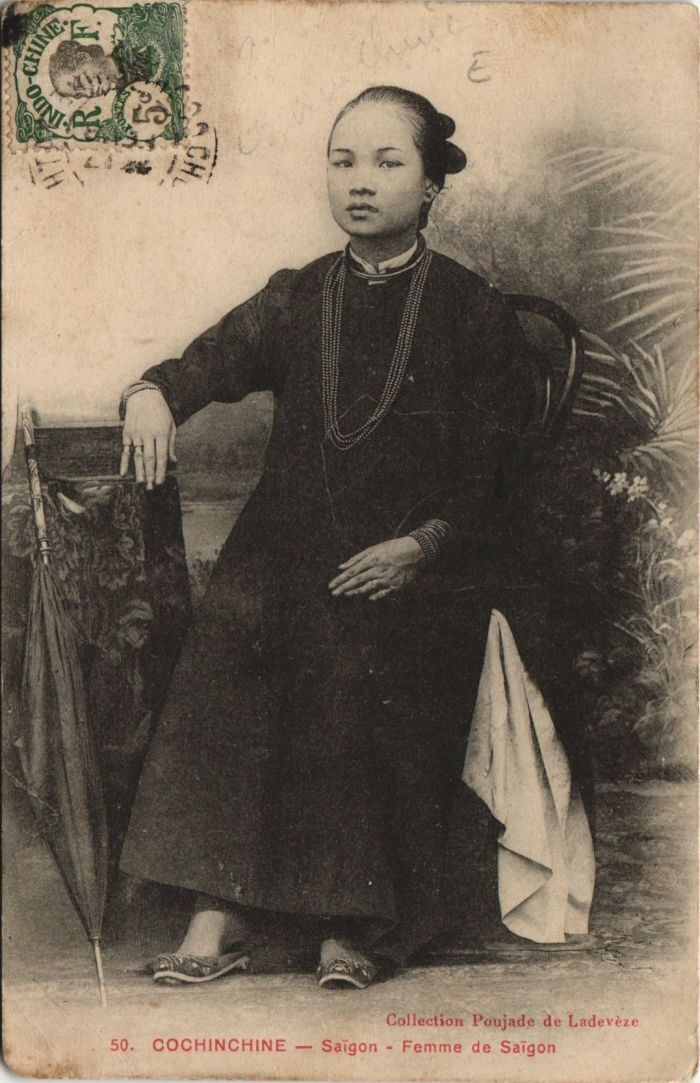
Người phụ nữ được cho là Ba Thiệu trên một tấm bưu thiếp thời Pháp thuộc

Ba Thiệu (hay Cô Ba Trà Vinh) là một người phụ nữ nổi tiếng ở Sài Gòn xưa, cô được biết đến là người đăng quang trong cuộc thi hoa hậu Miss Sài Gòn và là phụ nữ Việt Nam đầu tiên xuất hiện trên tem bưu chính.

## Tiểu sử
Ba Thiệu quê gốc ở Trà Vinh, là con gái thứ ba thầy Thông Chánh, công chức của chính quyền Pháp lúc bấy giờ. Sinh ra trong một gia đình gia giáo, từ nhỏ cô đã được cha cho đi học và dạy phép tắc lễ nghi. Theo miêu tả từ học giả Vương Hồng Sển, Ba Thiệu sở hữu vẻ đẹp "không ai bì [...] đẹp không vì son phấn giả tạo".
Theo một số nguồn sách báo khác nhau, ở Sài Gòn năm 1865 đã diễn ra cuộc thi hoa hậu với tên Miss Sài Gòn tìm người đẹp người Việt, sau cuộc thi trước đó phần lớn dành cho công dân nước ngoài định cư tại đây vào 1864. Ngoài những người trong thành phố, cuộc thi cũng cho phép dân ngoại thành về thi. Vượt qua gần 100 thí sinh khi đó, Ba Thiệu, làm nghề thư ký, đã trở thành người chiếm ngôi vị cao nhất. Cô được xem là người Việt Nam đầu tiên đăng quang vương miện hoa hậu ở Việt Nam.
Tiếp theo các nguồn này, sau cuộc thi, Ba Thiệu đã trở nên nổi tiếng khắp Đông Dương, là chủ đề của nhiều câu hò, vè lan truyền xứ Nam Kỳ Lục tỉnh cuối thế kỷ 19. Những tay phong lưu Pháp khi ấy đã mời cô sang chính quốc để giới thiệu và sau đó là tham dự các cuộc thi hoa hậu thế giới, thế nhưng cô và gia đình đã phản đối. Ba Thiệu từng được nhiều phóng viên Pháp khi đó đề nghị chụp ảnh trong trang phục áo tắm để đăng ở báo chính quốc, tuy nhiên cũng bị cô từ chối. Dù có được danh tiếng từ cuộc thi, Ba Thiệu đã sớm về quê và đi lấy chồng. Có nguồn ghi cô cưới một ông Tây làm chức quan ba, trong khi nguồn khác nói cô lấy người Việt Nam bình thường.

## Giai thoại và mâu thuẫn thông tin
Đã có nhiều giai thoại về cuộc sống sau này của Ba Thiệu. Vào năm 1893, cha cô thầy Thông Chánh nổ súng bắn chết một tên biện lý người Pháp tên Jaboin sau nhiều lần vợ ông bị sĩ quan đưa lời tán tỉnh, trêu ghẹo và gia đình ông bị chèn ép, theo dõi. Sự kiện này đã gây xôn xao lớn trong xã hội đương thời. Ông Chánh phải chịu án tử hình ngày 8 tháng 1 năm 1894 tại Trà Vinh. Trong truyện Thơ Thầy Thông Chánh lan truyền dân gian, sau khi cha bị xử tử, Ba Thiệu được cho là đã cầm súng toan trả thù nhưng sau đó bị bắt giam và tự tử chết. Cũng theo lời kể một người cháu cố thầy Thông Chánh, bởi hành động trên của mình, cô Ba bị gây áp lực buộc chia tay với người chồng Tây. Tuy nhiên, có nguồn nêu cô sau khi lấy chồng thì sống một cuộc sống giản dị, khiêm tốn tới cuối đời.
Vụ việc xảy ra vào 1893 đã cho thấy sự mâu thuẫn với thông tin Ba Thiệu đăng quang cuộc thi Miss Sài Gòn vào năm 1865, bởi theo suy luận trong một ấn phẩm của Viện nghiên cứu văn hóa, Viện khoa học xã hội Việt Nam, ông Chánh sinh khoảng 1850 và vợ ông tầm 40 tuổi; khi đó Ba Thiệu mới 17 tuổi.

## Trong văn hóa đại chúng

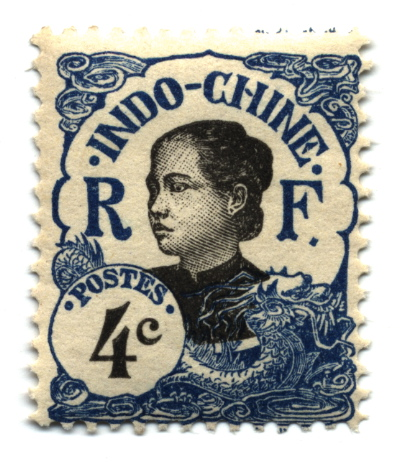
Tấm tem của chính quyền Đông Dương phát hành năm 1907 mà nhiều người cho là in hình Ba Thiệu

Vào đầu thế kỷ 20 hoặc sớm hơn, nhà nước Đông Dương đã cho in hình một người phụ nữ An Nam búi tóc lên tem. Theo Vương Hồng Sển và một vài nguồn khác, người này là Ba Thiệu, với lý do họ thấy cô "quá đẹp". Đây là con tem của Sở dây thép Sài Gòn in ra với số lượng phát hành "lớn chưa từng có ở Đông Dương", và cô được coi là người phụ nữ Việt Nam đầu tiên xuất hiện lên tem bưu chính. Tuy nhiên nhà nghiên cứu Trương Ngọc Tường lại cho rằng Hồng Sển có thể đã nhầm lẫn, theo đó chỉ ra sự khác biệt trong cách để tóc của cô Ba Thiệu với người trên tem, và việc chính quyền Pháp chọn ngẫu nhiên một trong số 6 hình cô gái Đông Dương chứ không phải vì cô quá đẹp nên được chọn.
Cũng dựa trên nhiều sách báo sau này, hình ảnh người phụ nữ trên sản phẩm Xà bông Cô Ba, ra mắt lần đầu năm 1932, chính là Ba Thiệu. Dù có những nguồn trái chiều về thân phận của người phụ nữ, hãng xà bông theo thời gian đã gắn liền với tên tuổi cô.